# Rejon szełkowski
Rejon szełkowski (ros. Шелковской район, Szełkowskoj rajon, czecz. Шелковской район / Şelkovskoy rayon) – jeden z 15 rejonów w Czeczenii, znajdujący się w północnej części kraju. W 2001 roku rejon zamieszkiwało 51 783 osób. Stolicą rejonu jest stanica Szełkowskaja.